# 藤井彩加
藤井 彩加（ふじい あやか、8月16日 - ）は、日本の女性声優。茨城県出身。アトミックモンキー所属。

## 来歴
声優になろうと思ったきっかけは、演じることとアニメが好きであったことから。
日本工学院専門学校出身。中高生時代は吹奏楽部に部長として所属していた。
文化放送『拓也・良子のドリーム・ドリーム・パーティ』にてD.F.A12期生としてメンバーを務める。
2016年10月、文化放送 超!A&G+の本気!アニラブ第9期オーディションにより、水曜日パーソナリティ担当。キャッチフレーズは、「米がーる！カラフルあーやんよろしくね！」。
2017年4月、アトミックモンキーに入所となった。

## 人物
趣味・特技は飯を食べることやトランペット、ベースといった楽器、殺陣、ダーツ。
仕事で詰まった時の解消法は仕事をすることであり、妹が1人いる。

## 出演

### テレビアニメ
2017年
- 僕のヒーローアカデミア（カップル）

2018年
- カードキャプターさくら クリアカード編（生徒）
- HUGっと!プリキュア（ちびハリ）

2019年
- ポチっと発明 ピカちんキット（2019年 - 2020年、プレイヤーD、女子A、ウグイス嬢、女子）
- カードファイト!! ヴァンガード（2019年 - 2020年、戦巫女 ククリヒメ、子供、店員） - 2シリーズ

2020年
- ドラえもん（テレビ朝日版第2期）（ニュースキャスター、オバケの子）
- 『ヒプノシスマイク -Division Rap Battle-』Rhyme Anima（看護師B、人質、廉貞の妹、女性C、観客B 他）

2021年
- シャドーハウス（2021年 - 2022年） - 2シリーズ
- 戦乙女の食卓II（女子生徒C、スタン）
- BLUE REFLECTION RAY/澪（店員）

2022年
- 理系が恋に落ちたので証明してみた。r=1-sinθ（星上きらら）
- ヤマノススメ Next Summit（クラスメイト）

2024年
- しかのこのこのここしたんたん（生徒たち）

### Webアニメ
- アサルトリリィ ふるーつ（2021年、相澤一葉[11]）
- みにヴぁん ら〜じ（2022年、アマルーダ、客3）

### ゲーム
- 共闘ことばRPG コトダマン（2018年、ケダカイ[12]）
- ロボットガールズZ ONLINE（2018年、パンちゃん[13]）
- 三極ジャスティス（2018年、かのん[14]）
- ドールズフロントライン（2018年、HK45、PP-19-01）
- モンスターストライク（2019年 - 2023年、ギャラルホルン[15]）
- おねがい、俺を現実に戻さないで! シンフォニアステージ（2020年、ナミナ イルバンテ[16]）
- アサルトリリィ Last Bullet（2021年、相澤一葉[17]）
- こちら、母なる星より（2021年、釋尾奏心[18]）
- ヘブンバーンズレッド（2022年、スカーレット）
- けものフレンズ3（2022年、マントヒヒ）
- 魁 三国志大戦 -Battle of Three Kingdoms-（2025年、張春華[19]）

### デジタルコミック
- 大正新婚浪漫～軍人さまは初心な妻を執着純愛で染め上げたい～（2024年、縞田楓[20]）

### オーディオブック
- ときときチャンネル 宇宙飲んでみた（2024年、十時さくら[21]）

### ラジオ
※はインターネット配信。
- 拓也・良子のドリーム・ドリーム・パーティ（2015年 - 2016年、文化放送） - ドリームチャレンジャー[22]
- 藤井彩加の本気!アニラブ（2016年 - 2017年、超!A&G+※）
- 伊福部崇のラジオのラジオ（2017年 - 2018年、超!A&G+※） - アシスタントパーソナリティ
- &CAST!!!アワー ラブテン!（2019年 - 2020年、超!A&G+※・&CAST!!!※）[23]
- 藤井彩加のラブエール!（2019年、&CAST!!!※）[24]
- 萩原あみと藤井彩加のあみあや放送局（2019年 - 2020年、&CAST!!!※）[25]
- 奈波果林と藤井彩加のハピラジ!（2023年 - 、YouTube※）

### Web番組
- とりあえずゲームやろうぜ（2023年12月 - 、YouTube）[26]
- Teamくるくる!（2024年5月 - 、YouTube）[27]

### 舞台
- アサルトリリィ×私立ルドビコ女学院「シュベスターの誓い」（2017年、中野ザ・ポケット） - 加賀美・アグネス・未央 役[28][29]
- アサルトリリィ League of Gardens（2020年1月9日 - 15日、新宿FACE） - 相澤一葉 役[30]
- アサルトリリィ The Fateful Gift（2020年9月3日 - 13日、東京建物 Brillia HALL） - 相澤一葉 役[31]
- アサルトリリィ Lost Memories（2022年1月20日 - 30日、サンシャイン劇場） - 相澤一葉 役[32]
- 純血の女王（2022年5月28日 - 6月1日、サンシャイン劇場） - ガラリン 役
- アジール街に集う子供たち（2022年7月2日 - 7月10日、吉祥寺シアター） - モニカ 役
- エナジーエール（2022年10月27日 - 10月30日、築地ブディストホール） - 松井夏帆 役
- キミに贈る朗読会「STARMARIEの声と妄想の世界 Vol5」（2022年11月5日、MsmileBOX渋谷[33]）
- 十五少女漂流記（2023年2月3日 - 6日、シアター1010 / 2月23日、海老名市文化会館） - ガーネット 役[34]
- キミに贈る朗読会 特別編「～約束のバレンタイン～」（2023年2月11日、MsmileBOX渋谷[35]）
- LIAR GAME murder mystery（2023年3月9日、飛行船シアター） - 富士井 役
- 舞台『トワツガイ』（2023年6月16日 - 25日、サンシャイン劇場）- ハチドリ 役 [36]
- アギト-ultionem finalem-（2023年7月26日 - 30日、シアターアルファ東京）-フィン 役
- キミに贈る朗読会「藍色ノスタルジー Vol.3」（2023年8月19日 - 20日、MsmileBOX渋谷[37]）
- 星よ女王に堕つ（2023年9月30日 - 10月8日、六行会ホール）-シャーリー 役（ダブルキャスト）
- 舞台『降臨SOUL』（2023年11月23日 - 12月3日、キンケロ・シアター）-羽柴秀吉 役
- アサルトリリィ 新章 サングリーズル編『種の最果ての地で』／大島近海ネスト調査隊編『金瘡小草の咲く時』（2023年12月19日 - 25日、シアター1010） - 相澤一葉 役
- アサルトリリィ 新章 サングリーズル編『花々の黄昏』／大島近海ネスト調査隊編『玲瓏たる深潭』 （2024年5月17日 - 22日、かめありリリオホール） - 相澤一葉 役
- 舞台 紅絵巻 （2024年5月23日 - 26日、新宿村LIVE） - 咲羅 役（ボイスキャスト緋パターン）
- イロアワセ vol.4 〜project Aile〜 （2024年5月31日 - 6月2日、 CBGKシブゲキ!!） - 810 役
- mucho produce『蜻蛉の住む家』（2024年6月12日、中野テアトルBONBON） - 日替わりゲスト[38]
- 舞台 『トワツガイII』（2024年7月18日 - 7月23日、大手町三井ホール）- ハチドリ 役
- 朗読劇『夢から醒めない夢を見よ。』（2024年9月15日、シアター・アルファ東京）[39]
- Girls Live Action『降臨SOUL～風燐火斬～』（2024年9月25日 - 29日、六行会ホール） - 羽柴秀吉 役[40]
- アサルトリリィ Last Bullet READING & LIVE 残響のスキャルドメール 〜命の証明・未来への共鳴〜(2024年10月20日、昭和大学上條記念館 上條ホール) - 相澤一葉 役[41]
- 演劇制作体V-NET本公演「ドハゲコ！」（2024年11月27日 - 12月1日、TACCS1179） - 主演・ヨーコ 役[42][43]
- Girls Live Action『降臨SOUL～是非ニ及バズ～』（2025年5月21日 - 25日、六行会ホール） - 豊臣秀吉 役[44]

### CM
- サンシャイン水族館[3]
  - 「さぁ、天空のオアシスへ 羽のばそう篇」（2019年、ナレーション）
  - 「さぁ、天空のオアシスへ 上を向こう篇」（2019年、ナレーション）
  - 「さぁ、天空のオアシスへ くつろごう篇」（2019年、ナレーション）
  - 「さぁ、天空のオアシスへ 恋しよう篇」（2019年、ナレーション）
  - 「さぁ、天空のオアシスへ 癒されよう篇」（2019年、ナレーション）
  - 「さぁ、天空のオアシスへ 満たされよう篇」（2019年、ナレーション）
- 日本大学[3]
  - 「アニメーション編」（2020年、ナレーション）
  - 「仲間と夢をかなえよう編」（2020年、ナレーション）
  - 「オープンキャンパス編15秒」（2021年、ナレーション）
  - 「オープンキャンパス編30秒」（2021年、ナレーション）

### ナレーション
- TOKYO MX「S Rocks」コーナーナレーション（時期不明）[3]
- TBSチャンネル「K-POP NEW WAVE」（2024年）[45]
- TBSチャンネル「LE SSERAFIM FAN MEETING」番組宣伝（2024年）[3]

### CD ブックレット
- 思春期は終わらない！（Webラジオ『浅沼晋太郎・鷲崎健の思春期が終わりません』テーマソング[46]）

### その他コンテンツ
- 【SECRET PARTY】「エアソフト・ブートキャンプ」（2024年10月25日、BravePoint新宿店）
- イロアワセ～IROAWASE LiVE～（2024年10月26日、Theater Mixa）
- アサルトリリィ Last Bullet アフタートークショーイベント『再会のスキャルドメール』(2024年10月27日、ベルサール渋谷ファースト)

## ディスコグラフィ

### キャラクターソング
| 発売日         | 商品名                                                                              | 歌 | 楽曲                                    | 備考                                                                  |
| -------------- | ----------------------------------------------------------------------------------- | --- | --------------------------------------- | --------------------------------------------------------------------- |
| 2020年12月23日 | おねがい、俺を現実に戻さないで！ シンフォニアステージ VOCAL COLLECTION 01           | エクセリカハイフォート（二ノ宮ゆい）、ナミナイルバンテ（藤井彩加）、ミャーダウトディースワンプ（三川華月）                               | 「Our only answer」                     | ゲーム『おねがい、俺を現実に戻さないで！ シンフォニアステージ』関連曲 |
| 2021年5月26日  | 舞台「アサルトリリィ League of Gardens / アサルトリリィ The Fateful Gift」 BD特典CD | 一柳隊、ルド女選抜、御台場選抜、相模女子選抜、ヘルヴォル、御前（佃井皆美）                                                               | 「君の手を離さない」                    | 舞台『アサルトリリィ The Fateful Gift』オープニングテーマ             |
| 2021年9月8日   | Edel Lilie（Last Bullet MIX）                                                       | 一柳梨璃（赤尾ひかる）、白井夢結（夏吉ゆうこ）、相澤一葉（藤井彩加）、今叶星（前田佳織里）                                               | 「Edel Lilie（Last Bullet MIX）」       | ゲーム『アサルトリリィ Last Bullet』オープニングテーマ                |
| 2021年9月8日   | Edel Lilie（Last Bullet MIX）                                                       | 一柳梨璃（赤尾ひかる）、白井夢結（夏吉ゆうこ）、相澤一葉（藤井彩加）、今叶星（前田佳織里）                                               | 「きゃんとすとっぷ・ふるーてぃー」      | Webアニメ『アサルトリリィ ふるーつ』主題歌                            |
| 2021年9月8日   | Edel Lilie（Last Bullet MIX） ヘルヴォルVer.                                        | ヘルヴォル | 「Fringed iris」                        | ゲーム『アサルトリリィ Last Bullet』関連曲                            |
| 2022年2月9日   | Neunt Praeludium（Last Bullet MIX） ヘルヴォルver.                                  | 一柳梨璃（赤尾ひかる）、白井夢結（夏吉ゆうこ）、相澤一葉（藤井彩加）、今叶星（前田佳織里）                                               | 「Neunt Praeludium（Last Bullet MIX）」 | ゲーム『アサルトリリィ Last Bullet』関連曲                            |
| 2022年2月9日   | Neunt Praeludium（Last Bullet MIX） ヘルヴォルver.                                  | ヘルヴォル | 「蕾の中の奇跡」 「Resonant Hearts」    | ゲーム『アサルトリリィ Last Bullet』関連曲                            |
| 2022年2月9日   | Neunt Praeludium（Last Bullet MIX）Blu-ray付生産限定盤                              | アサルトリリィ Last Bullet | 「蕾の中の奇跡」                        | ゲーム『アサルトリリィ Last Bullet』関連曲                            |
| 2022年8月3日   | Diverse                                                                             | 相澤一葉（藤井彩加） | 「Vertical Line」                       | 『アサルトリリィ』関連曲                                              |
| 2023年11月8日  | トウメイダイアリー/Wish Drop                                                        | 一柳梨璃（赤尾ひかる）、白井夢結（夏吉ゆうこ）、相澤一葉（藤井彩加）、飯島恋花（石飛恵里花）、今叶星（前田佳織里）、宮川高嶺（礒部花凜） | 「Wish Drop」                           | ゲーム『アサルトリリィ Last Bullet』2.5周年テーマ曲                   |
| 2023年11月8日  | トウメイダイアリー/Wish Drop                                                        | 一柳梨璃（赤尾ひかる）、白井夢結（夏吉ゆうこ）、相澤一葉（藤井彩加）、今叶星（前田佳織里）                                               | 「Wish Drop（Last Bullet ver.）」       | ゲーム『アサルトリリィ Last Bullet』関連曲                            |
| 2024年2月7日   | 運命のトリニティ                                                                    | ヘルヴォル&クエレブレ | 「REFLECTIONS」                         | ゲーム『アサルトリリィ Last Bullet』関連曲                            |
| 2024年2月7日   | 運命のトリニティ                                                                    | ヘルヴォル | 「REFLECTIONS（ヘルヴォルver.）」       | ゲーム『アサルトリリィ Last Bullet』関連曲                            |
| 2024年2月7日   | 運命のトリニティ                                                                    | 相澤一葉（藤井彩加）、飯島恋花（石飛恵里花）                                                                                             | 「Wish Drop（一葉＆恋花ver.）」         | ゲーム『アサルトリリィ Last Bullet』関連曲                            |
| 2024年5月29日  | Heaven is liar                                                                      | 810（藤井彩加） | 「Heaven is liar」                      | 『イロアワセ vol.4 〜project Aile〜』関連曲                           |
| 2024年6月9日   | les ailes                                                                           | 283（林鼓子）、810（藤井彩加）、440（鷲見友美ジェナ）、27（安齋由香里）、0（松田彩希）                                                   | 「les ailes」                           | 『project Aile』主題歌                                                |
| 2024年11月27日 | 恋の危険信号                                                                        | アンバランス | 「恋の危険信号」                        | 『ドハゲコ！』劇中歌                                                  |
| 2025年10月22日 | raison d'etre                                                                       | 一柳梨璃（赤尾ひかる）、白井夢結（夏吉ゆうこ）、相澤一葉（藤井彩加）、松村優珂（集貝はな）、今叶星（前田佳織里）、宮川高嶺（礒部花凜）   | 「raison d'être」                       | ゲーム『アサルトリリィ Last Bullet』4周年テーマ曲                     |
| 2025年10月22日 | raison d'etre                                                                       | 一柳梨璃（赤尾ひかる）、白井夢結（夏吉ゆうこ）、相澤一葉（藤井彩加）、今叶星（前田佳織里）                                               | 「リリィにバブ・ソングを」              | ゲーム『アサルトリリィ Last Bullet』3.5周年テーマ曲                   |
| 2025年10月22日 | raison d'etre                                                                       | 相澤一葉（藤井彩加）、松村優珂（集貝はな）                                                                                               | 「raison d'être（一葉&優珂ver.）」      | ゲーム『アサルトリリィ Last Bullet』関連曲                            |

### その他参加作品
| 発売日       | 商品名                          | 歌      | 楽曲             | 備考                                              |
| ------------ | ------------------------------- | ------- | ---------------- | ------------------------------------------------- |
| 2017年1月6日 | 本気!アニラブ 第9期テーマソング | Staars! | 「愛っ!!me too」 | Webラジオ『本気!アニラブ』第9期オープニングテーマ |